# Telesto trichostemma
Telesto trichostemma is een zachte koraalsoort uit de familie Clavulariidae. De koraalsoort komt uit het geslacht Telesto. Telesto trichostemma werd in 1846 voor het eerst wetenschappelijk beschreven door Dana. 